# Jason Boone
Jason Boone, né le 8 octobre 1985, à Sugar Loaf, dans l'État de New York, est un joueur américain de basket-ball. Il évolue aux postes d'ailier fort et de pivot.

## Biographie
Durant l'été 2014, après sept ans en Allemagne, il s'engage en deuxième division turque chez le Torku Konyaspor.
En mars 2015, il s'engage avec le club français de Boulogne-sur-Mer.